# San Francisco la Paz, Mexiko
San Francisco la Paz är en ort i Mexiko.   Den ligger i kommunen Santa María Chimalapa och delstaten Oaxaca, i den sydöstra delen av landet, 600 km öster om huvudstaden Mexico City. San Francisco la Paz ligger 79 meter över havet och antalet invånare är 628.
Terrängen runt San Francisco la Paz är varierad.  Trakten runt San Francisco la Paz är nära nog obefolkad, med mindre än två invånare per kvadratkilometer. San Francisco la Paz är det största samhället i trakten. I omgivningarna runt San Francisco la Paz växer i huvudsak städsegrön lövskog.